# Finale del campionato europeo maschile di calcio 1992
La finale del campionato europeo di calcio 1992 si tenne il 26 giugno 1992 allo stadio Ullevi di Göteborg, in Svezia, tra le nazionali di Germania e di Danimarca: l'incontro si concluse con la vittoria di quest'ultima per 2-0.

## Le squadre
| Squadra   | Finali disputate in precedenza (il grassetto indica la vittoria) |
| --------- | ---------------------------------------------------------------- |
| Danimarca | Nessuna                                                          |
| Germania  | 3 (1972, 1976, 1980)                                             |

## Antefatti
Per quanto riguarda la fase eliminatoria la Danimarca terminò sul proprio girone di qualificazione alle spalle della Jugoslavia, ma venne ripescata in extremis per la squalifica degli slavi dovuta a fatti bellici.
La Germania, fresca del titolo di campione del mondo conquistato nel 1990 e della riunificazione,  capeggiò nel gruppo 5.

## Cammino verso la finale
Complice anche l'improvvisa preparazione cui era stata costretta dal ripescaggio, la Danimarca ebbe un avvio a rilento: dopo aver pareggiato con l'Inghilterra, perse infatti con la Svezia padrona di casa. Nell'ultimo turno, una vittoria a danno della Francia, scaturita peraltro nei minuti conclusivi della partita, consentì però la qualificazione. In semifinale, la compagine biancorossa corroborò ulteriormente il proprio ruolo di outsider battendo ai rigori i campioni uscenti dei Paesi Bassi.
I tedeschi debuttarono a loro volta con un pareggio, contro la Comunità degli Stati Indipendenti (sostituta dell'Unione Sovietica). Successivamente si imposero (col risultato di 2-0) contro la Scozia e persero con i Paesi Bassi – detentori, da par loro, del titolo continentale – qualificandosi dietro questi ultimi. La Germania in semifinale ebbe ragione dei padroni di casa, prevalendo con un gol di scarto al termine di una gara sofferta. Per la Germania unita fu la prima finale nella storia degli Europei (dopo che la Germania Ovest aveva già vinto le finali del 1972 e del 1980 e perso quella del 1976), mentre per la Danimarca, passata da "cenerentola" del torneo a favorita inaspettata, fu la prima finale in assoluto agli Europei.

### Tabella riassuntiva del percorso
Note: In ogni risultato sottostante, il punteggio della finalista è menzionato per primo.
| Pos. | Squadra     | Pt | G | V | N | P | GF | GS | DR |
| ---- | ----------- | -- | - | - | - | - | -- | -- | -- |
| 1.   | Svezia      | 5  | 3 | 2 | 1 | 0 | 4  | 2  | +2 |
| 2.   | Danimarca   | 3  | 3 | 1 | 1 | 1 | 2  | 2  | 0  |
| 3.   | Francia     | 2  | 3 | 0 | 2 | 1 | 2  | 3  | -1 |
| 4.   | Inghilterra | 2  | 3 | 0 | 2 | 1 | 1  | 2  | -1 |

| Pos. | Squadra                           | Pt | G | V | N | P | GF | GS | DR |
| ---- | --------------------------------- | -- | - | - | - | - | -- | -- | -- |
| 1.   | Paesi Bassi                       | 5  | 3 | 2 | 1 | 0 | 4  | 1  | +3 |
| 2.   | Germania                          | 3  | 3 | 1 | 1 | 1 | 4  | 4  | 0  |
| 3.   | Scozia                            | 2  | 3 | 1 | 0 | 2 | 3  | 3  | 0  |
| 4.   | Comunità degli Stati Indipendenti | 2  | 3 | 0 | 2 | 1 | 1  | 4  | -3 |

## Descrizione della partita
Malgrado la Mannschaft fosse indicata dai pronostici la favorita per la vittoria finale in via pressoché unanime, i tedeschi si trovarono impreparati di fronte al collettivo di gioco danese; l'undici scandinavo mise in mostra alcune importanti individualità, già emerse nell'arco della competizione. Pervenuta a condurre l'incontro per una rete di Jensen, la Danimarca difese ordinatamente il vantaggio senza risentire dell'inconcludente forcing teutonico. A poco più di 10' dal fischio finale, un gol di Vilfort appose il sigillo sull'incontro.
A rendere il successo ancor più eclatante fu anche il divario prestazionale. La Germania si presentava in campo da Campione del Mondo in carica, con numerose stelle del calcio mondiale (tra i titolari risultano Jürgen Klinsmann, Karl-Heinz Riedle e Andreas Brehme); al contrario la Danimarca aveva una squadra composta da giocatori semi sconosciuti, quasi tutti provenienti dal campionato danese, ad eccezione degli attaccanti Brian Laudrup e Flemming Povlsen, all'epoca in forza al Bayern Monaco e al Borussia Dortmund. A dare spettacolo fu la performance del centrocampista Henrik Larsen, giocatore di seconda scelta del Pisa, che in questo Europeo segnò tre gol risultando uno dei migliori marcatori.
Per la Danimarca si trattò del primo successo in campo internazionale. Il trionfo valse inoltre, seppure in maniera non ufficiale, la partecipazione alla Coppa re Fahd 1995.

## Tabellino
| Arbitro: | Galler |

|                        |           |  |
| Jensen 18’ Vilfort 78’ | Marcatori |  |

| Danimarca | Germania |

| Danimarca              |    |                    |     |     |
|                        |    |                    |     |     |
| P                      | 1  | Peter Schmeichel   |     |     |
| D                      | 2  | John Sivebæk       |     | 66’ |
| D                      | 4  | Lars Olsen         |     |     |
| D                      | 12 | Torben Piechnik    | 32’ |     |
| D                      | 3  | Kent Nielsen       |     |     |
| D                      | 6  | Kim Christofte     |     |     |
| C                      | 7  | John Jensen        |     |     |
| C                      | 18 | Kim Vilfort        |     |     |
| C                      | 13 | Henrik Larsen      |     |     |
| A                      | 11 | Brian Laudrup      |     |     |
| A                      | 9  | Flemming Povlsen   |     |     |
| Sostituzioni:          |    |                    |     |     |
| D                      | 17 | Claus Christiansen |     | 66’ |
| CT:                    |    |                    |     |     |
| Richard Møller Nielsen |    |                    |     |     |

| Germania      |    |                  |     |     |
|               |    |                  |     |     |
| P             | 1  | Bodo Illgner     |     |     |
| D             | 6  | Guido Buchwald   |     |     |
| D             | 4  | Jürgen Kohler    |     |     |
| D             | 14 | Thomas Helmer    |     |     |
| D             | 2  | Stefan Reuter    | 55’ |     |
| D             | 3  | Andreas Brehme   |     |     |
| C             | 16 | Matthias Sammer  |     | 46’ |
| C             | 17 | Stefan Effenberg | 35’ | 80’ |
| C             | 8  | Thomas Häßler    | 39’ |     |
| A             | 11 | Karlheinz Riedle |     |     |
| A             | 18 | Jürgen Klinsmann | 88’ |     |
| Sostituzioni: |    |                  |     |     |
| C             | 10 | Thomas Doll      | 83’ | 46’ |
| A             | 13 | Andreas Thom     |     | 80’ |
| CT:           |    |                  |     |     |
| Berti Vogts   |    |                  |     |     |